# (31080) 1996 XA6
(31080) 1996 XA6 est un astéroïde de la ceinture principale découvert en 1996.

## Description
(31080) 1996 XA6 a été découvert le 7 décembre 1996 à l'observatoire astronomique d'Ōizumi, situé à Ōizumi, dans la préfecture de Gunma, au Japon, par Takao Kobayashi.

### Caractéristiques orbitales
L'orbite de cet astéroïde est caractérisée par un demi-grand axe de 2,96 ua, un périhélie de 2,53 ua, une excentricité de 0,15 et une inclinaison de 6,66° par rapport à l'écliptique. Du fait de ces caractéristiques, à savoir un demi-grand axe compris entre 2 et 3,2 ua et un périhélie supérieur à 1,666 ua, il est classé, selon la JPL Small-Body Database, comme objet de la ceinture principale d'astéroïdes.

### Caractéristiques physiques
(31080) 1996 XA6 a une magnitude absolue (H) de 13,7 et un albédo estimé à 0,090.